# 1166 Avenue of the Americas
Il 1166 Avenue of the Americas, chiamato anche International Paper Building, è un grattacielo alto 180 metri con 44 piani situato a New York. L'edificio, progettato dalla Skidmore, Owings & Merrill, viene utilizzato per ospitare uffici ed è stato completato nel 1974.